# لاوکووا
لاوکووا (به لاتین: Laukuva) شهرک در لیتوانی است که در شهرستان تاوراگه واقع شده‌است. لاوکووا ۸۳۲ نفر جمعیت دارد.